# 扎利夏 (舊康斯坦丁尼夫市鎮)
49°54′45″N 27°6′43″E / 49.91250°N 27.11194°E
扎利夏（羅馬化：Zalissia）是位於烏克蘭西部的村莊，由赫梅利尼茨基州裡赫梅利尼茨基區的舊康斯坦丁尼夫市鎮負責管轄。該村面積0.17平方公里，海拔高度296米，2001年人口47，人口密度每平方公里271.7人。